# Tula Xicocotitlan
Tula (do Nahuatl "Tollan", lugar dos tules (uma árvore do género Scirpus) também conhecida como Tollan-Xicocotitla) é uma cidade com 10000 habitantes, parte da qual se encontra sobre a Tula pré-hispânica, situada no municipio de Tula de Allende no estado de Hidalgo, México, a 70 km da capital do país.

## Tula pré-hispânica
Geralmente considerada como tendo sido a capital dos Toltecas, cerca do ano 980, tendo sido destruída no ano 1168 ou 1179. Foi a maior cidade do México nos séculos IX e X, cobrindo uma área de 12 km2, com uma população de cerca de 30000 habitantes, possivelmente bastante mais.
Os primeiros habitantes (provavelmente Chichimecas) chegaram a Tula no século VIII. Mais tarde chegaram os Nonoalcas, um povo de língua Nahuatl, que adorava o deus Quetzalcóatl. 
A cidade terá sido fundada por Ce Ácatl Topiltzin Quetzalcóatl, soberano que trouxe grande prosperidade à região, a qual se viu dividida devido ao confronto entre os seguidores do deus Quetzalcóatl e os que seguiam o deus Tezcatlipoca, os quais se confrontavam de forma tremenda na mitologia Asteca.
Por fim os seguidores do "deus nocturno" expulsaram os toltecas que professavam a sua crença na serpente emplumada, tendo estes sido obrigados a migrar para o sul em direcção ao Golfo do México até chegarem ao Iucatão. Ali chegados, fundaram cidades como Chichén Itzá, nome alusivo à fusão dos Itzaes com os Chichimecas, sendo estes últimos a origem do povo Tolteca.
Tollan foi construída de forma diferente daquela de Teotihuacan, não sendo uma grande cidade situada sobre uma vasta planície sem qualquer defesa, mas construída sobre uma colina, muito mais fácil de defender. Uma vez que estava situada na fronteira com os territórios das tribos chichimecas, pode-se supor que os ataques por parte destas seriam recorrentes, levando a que se instalasse em Tollan um estado militar que controlava os povos limítrofes, cobrando-lhes tributos.

## Arquitectura e arte
Em termos arquitectónicos distingue-se pelas pirâmides de terraços, edifícios colunados e esculturas em relevo, incluindo os característicos chacmools, figuras deitadas que terão sido representações do deus da chuva. Existem dois campos de bola e parte da arquitectura tem aspectos semelhantes à encontrada em Chichén Itzá. Foi saqueada pelos astecas, tendo sido removida grande parte das esculturas e outras obras de arte.
A primeira descrição académica das ruínas da cidade foi feita por António García Cubas da Sociedade Mexicana de História e Geografia, em 1873. As primeiras escavações foram levadas a cabo por Désiré Charnay, um antiquário francês, na década de 1880. Em 1940 foi iniciado um projecto arqueológico de 20 anos, conduzido por Jorge Acosta do Instituto nacional de Antropologia e História. Nos anos 70 efectuaram-se novas escavações bem como alguns trabalhos de restauro. Parte do sítio arqueológico está aberto aos visitantes existindo um pequeno museu no local.